# Laigné-Saint-Gervais
Laigné-Saint-Gervais es una comuna nueva francesa situada en el departamento de Sarthe, de la región de Países del Loira.

## Historia
Fue creada el 1 de enero de 2025, en aplicación de una resolución del prefecto de Sarthe de 16 de septiembre de 2024 con la unión de las comunas de Laigné-en-Belin y Saint-Gervais-en-Belin, pasando a estar el ayuntamiento en la antigua comuna de Laigné-en-Belin.

## Demografía
Según los datos aportados en la resolución del prefecto de Sarthe, la comuna se crea con 4371 habitantes.

## Composición
| Comuna fusionada       | Código INSEE | Población (2022) | Superficie (km²) | Densidad (hab./km²) |
| ---------------------- | ------------ | ---------------- | ---------------- | ------------------- |
| Laigné-en-Belin        | 72155        | 2269             | 12.72            | 178                 |
| Saint-Gervais-en-Belin | 72287        | 1991             | 9.53             | 209                 |